# Надеша
Надеша (рум. Nadășa) — село у повіті Муреш в Румунії. Входить до складу комуни Бейка-де-Жос.
Село розташоване на відстані 270 км на північ від Бухареста, 26 км на північний схід від Тиргу-Муреша, 93 км на схід від Клуж-Напоки, 131 км на північний захід від Брашова.

## Населення
За даними перепису населення 2002 року у селі проживали 282 особи. Рідною мовою 280 осіб (99,3%) назвали румунську.
Національний склад населення села:
| Національність | Кількість осіб | Відсоток |
| -------------- | -------------- | -------- |
| румуни         | 275            | 97,5%    |
| угорці         | 6              | 2,1%     |